# Pornhub
Pornhub jsou pornografické internetové stránky založené v roce 2007 v kanadském Montréalu, umožňující bezplatné i placené sledování erotických a pornografických videí. Od roku 2010 patří společnosti MindGeek, která vlastní i další obdobně zaměřené internetové stránky. V květnu 2017, kdy se připomínalo deset let od jejich vzniku, obsahovaly více než 10 milionů videí a denně je navštívilo přes 75 milionů lidí. Jedná se o největší pornografickou stránku na světě.

## Statistiky
Pornhub každoročně zveřejňuje detailní statistiky o vyhledávání a prohlížených kategorií. V roce 2018 dosáhl počet návštěv číslo 33,5 miliard. Podle zprávy za rok 2016 tak například návštěvníci zhlédli 4,559 miliard hodin videí, a to z 62 % na mobilním telefonu, nejvíce přístupů na obyvatele bylo z USA (221), třemi nejvyhledávanějšími výrazy byly lesbický, nevlastní matka a MILF, nejoblíbenější kategorie byly lesby a teen (18+) a nejvyhledávanější pornoherečkou byla Lisa Ann. Část statistik je navíc velice specifická. Samostatné statistiky jsou pro gay pornografii, vybrané svátky (např. Halloween, Velikonoce, Den díkůvzdání), ale i události, jako byly americké prezidentské volby, Super Bowl apod.

## Filantropie
V rámci své činnosti se věnují rovněž filantropii. V roce 2012 například poskytovaly v New Yorku bezplatné mamografické vyšetření v rámci kampaně na zvýšení povědomí o karcinomu prsu. V témže roce v rámci stejné agendy vyhlásily, že za každých 30 v říjnu zhlédnutých videí v kategoriích „malá prsa“ a „velká prsa“ darují 1 americký cent charitativní organizaci věnující se osvětové činnosti v oblasti karcinomu prsu. V roce 2014 u příležitosti Dne stromů vyhlásily týdenní environmentální kampaň „Pornhub Gives America Wood“ (jde o dvojsmysl, který v doslovném překladu znamená jak „Pornhub dá Americe dřevo“, tak „Pornhub dá Americe erekci“), v níž slíbily za každých sto zhlédnutých videí v kategorii „velké penisy“, vysadit jeden strom. Celkem takto nechaly vysadit 15 473 stromů.